# Demba Diallo
Demba Diallo (Kayes, 13 ottobre 2001) è un calciatore maliano, attaccante svincolato.

## Carriera

### Club
Diallo è cresciuto nel settore giovanile dello Stade Malien, dove ha giocato in prima squadra dal 2017 al 2021. Il 20 agosto 2021 è stato acquistato a titolo definitivo dal Manisa, club di seconda divisione turca. Ha debuttato il 15 settembre seguente nell'incontro di TFF 1. Lig perso 2-0 contro il Menemen ed il 21 novembre ha segnato il suo primo gol decidendo la sfida contro l'Altınordu terminata 1-0.

### Nazionale
Nel 2021 ha partecipato con la nazionale maliana al Campionato delle nazioni africane, dove ha raggiunto la finale poi persa contro il Marocco. Ha debuttato il 16 gennaio nell'incontro della fase a gironi vinto 1-0 contro il Burkina Faso ed otto giorni più tardi ha segnato il gol che ha deciso i quarti di finale contro lo Zimbabwe.
Nel 2024 ha partecipato ai Giochi Olimpici.

## Statistiche

### Presenze e reti nei club
Statistiche aggiornate al 21 luglio 2024.
| Stagione        | Squadra         | Campionato      | Campionato | Campionato | Coppe nazionali | Coppe nazionali | Coppe nazionali | Coppe continentali | Coppe continentali | Coppe continentali | Altre coppe | Altre coppe | Altre coppe | Totale | Totale | Totale |
| Stagione        | Squadra         | Comp            | Pres       | Reti       | Comp            | Pres            | Reti            | Comp               | Pres               | Reti               | Comp        | Pres        | Reti        | Pres   | Reti   |        |
| --------------- | --------------- | --------------- | ---------- | ---------- | --------------- | --------------- | --------------- | ------------------ | ------------------ | ------------------ | ----------- | ----------- | ----------- | ------ | ------ | ------ |
| 2020-2021       | Stade Malien    | PD              | ?          | ?          |                 | -               | -               | CCL+CCC            | 1+2                | -                  |             | -           | -           | 3      | 0      |        |
| 2021-2022       | Manisa          | 1L              | 30         | 2          | CT              | 1               | 0               |                    | -                  | -                  |             | -           | -           | 31     | 2      |        |
| 2022-2023       | Manisa          | 1L              | 30         | 0          | CT              | 3               | 1               |                    | -                  | -                  |             | -           | -           | 33     | 1      |        |
| 2023-2024       | Manisa          | 1L              | 32         | 2          | CT              | 2               | 0               |                    | -                  | -                  |             | -           | -           | 34     | 2      |        |
| Totale carriera | Totale carriera | Totale carriera | 92+        | 4+         |                 | 6               | 1               |                    | 3                  | 0                  |             | -           | -           | 101+   | 5+     |        |

### Cronologia presenze e reti in nazionale
| Cronologia completa delle presenze e delle reti in nazionale ― Mali | Cronologia completa delle presenze e delle reti in nazionale ― Mali | Cronologia completa delle presenze e delle reti in nazionale ― Mali | Cronologia completa delle presenze e delle reti in nazionale ― Mali | Cronologia completa delle presenze e delle reti in nazionale ― Mali | Cronologia completa delle presenze e delle reti in nazionale ― Mali | Cronologia completa delle presenze e delle reti in nazionale ― Mali | Cronologia completa delle presenze e delle reti in nazionale ― Mali |
| Data                                                                | Città                                                               | In casa                                                             | Risultato                                                           | Ospiti                                                              | Competizione                                                        | Reti                                                                | Note                                                                |
| ------------------------------------------------------------------- | ------------------------------------------------------------------- | ------------------------------------------------------------------- | ------------------------------------------------------------------- | ------------------------------------------------------------------- | ------------------------------------------------------------------- | ------------------------------------------------------------------- | ------------------------------------------------------------------- |
| 16-1-2021                                                           | Yaoundé                                                             | Mali                                                                | 1 – 0                                                               | Burkina Faso                                                        | CHAN 2020 - 1º turno                                                | -                                                                   |                                                                     |
| 20-1-2021                                                           | Yaoundé                                                             | Camerun                                                             | 1 – 0                                                               | Mali                                                                | CHAN 2020 - 1º turno                                                | -                                                                   | 79’                                                                 |
| 24-1-2021                                                           | Douala                                                              | Zimbabwe                                                            | 0 – 1                                                               | Mali                                                                | CHAN 2020 - 1º turno                                                | 1                                                                   |                                                                     |
| 30-1-2021                                                           | Yaoundé                                                             | Mali                                                                | 0 – 0                                                               | Rep. del Congo                                                      | CHAN 2020 - Quarti di finale                                        | -                                                                   | 67’                                                                 |
| 3-2-2021                                                            | Douala                                                              | Mali                                                                | 0 – 0                                                               | Guinea                                                              | CHAN 2020 - Semifinali                                              | -                                                                   |                                                                     |
| 7-2-2021                                                            | Yaoundé                                                             | Mali                                                                | 0 – 2                                                               | Marocco                                                             | CHAN 2020 - Finale                                                  | -                                                                   |                                                                     |
| 24-3-2021                                                           | Conakry                                                             | Guinea                                                              | 1 – 0                                                               | Mali                                                                | Qual. Coppa d'Africa 2021                                           | -                                                                   | 77’                                                                 |
| Totale                                                              |                                                                     | Presenze                                                            | 7                                                                   |                                                                     | Reti                                                                | 1                                                                   |                                                                     |

## Palmarès

### Club

#### Competizioni nazionali
- Coppa del Mali: 2

Stade Malien: 2018, 2021
- Campionato maliano: 2

Stade Malien: 2019-2020, 2020-2021